# Daniel Vázquez Evuy
Daniel Vázquez Evuy (ur. 11 marca 1985 w Madrycie) – piłkarz z Gwinei Równikowej grający na pozycji prawego obrońcy.

## Kariera klubowa
Evuy jest wychowankiem klubu Rayo Vallecano z Madrytu. W 2003 roku przeszedł do Realu Murcia i w sezonie 2003/2004 grał w rezerwach tego klubu. W 2004 roku odszedł do AD Alcorcón. Grał w nim do końca sezonu 2005/2006. W sezonie 2006/2007 był zawodnikiem CD Móstoles, a w sezonie 2007/2008 - CD El Álamo. W sezonie 2008/2009 grał w dwóch klubach: CD Puerta Bonita i Atlético Esquivias. Latem 2009 został piłkarzem grającego wówczas w lidze Preferente, AD Villaviciosa de Odón. W 2010 roku awansował z nim do Tercera División.

## Kariera reprezentacyjna
W reprezentacji Gwinei Równikowej Evuy zadebiutował w 2010 roku. W 2012 roku został powołany do kadry na Puchar Narodów Afryki 2012.